# Camponotus bidens
Camponotus bidens é uma espécie de inseto do gênero Camponotus, pertencente à família Formicidae.